# Claudia Kolb
Claudia Ann Kolb (ur. 19 grudnia 1949 w Hayward) – amerykańska pływaczka, wielokrotna medalistka olimpijska.
Pierwszy – srebrny – medal igrzysk zdobyła w Tokio w 1964. Nie miała wówczas ukończonych 15 lat. Krążek ten wywalczyła w wyścigu w stylu klasycznym. Cztery lata później nie miała sobie równych w stylu zmiennym, triumfując na obu rozgrywanych dystansach. Była wówczas zdecydowaną faworytką – do niej należały rekordy świata. Wielokrotnie zdobywała tytuły mistrzyni Stanów Zjednoczonych.

## Starty olimpijskie
Tokio 1964
- 200 m żabką –  srebro

Meksyk 1968
- 200 m stylem zmiennym, 400 m stylem zmiennym –  złoto